# Handalfabet

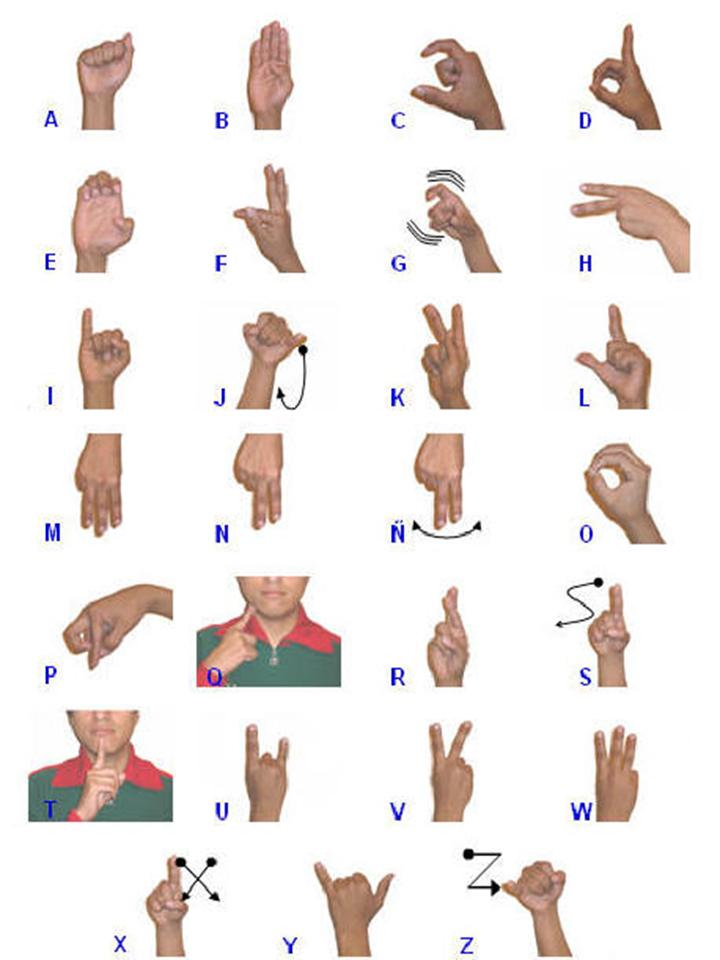
Chileens handalfabet

Een handalfabet of vingeralfabet is een verzameling gebaren waarmee alle letters van een alfabet worden uitgebeeld. Het spellen van woorden met behulp van de gebaren uit het handalfabet wordt vingerspelling (of dactylologie) genoemd.
Een handalfabet is een onderdeel van een gebarentaal. Het kan enkelhandig (in de Amerikaanse, Vlaamse of Nederlandse Gebarentaal) of dubbelhandig (in de Britse Gebarentaal) zijn.
Vingerspelling wordt in gebarentaal gebruikt voor woorden en namen waar nog geen gebaar voor bestaat, of als een van de gesprekspartners het gebaar nog niet kent. Het kan ook worden gebruikt voor het benadrukken of verduidelijken van afkortingen, termen of eigennamen.
Communicatie met doofblinde mensen gaat ook via een handalfabet, het Lorm-alfabet. De woorden worden dan letter voor letter in de handpalm van de doofblinde gespeld, zodat die kan voelen wat de ander zegt. Bij tactiele gebarentaal (ofwel 'vierhandengebarentaal') worden namen en woorden waarvoor er geen vierhandengebaar bestaat (eerst) in de hand gespeld.
De Britse vingerspelling kenmerkt zich doordat de meeste letters in het hand gespeld worden, zo worden alle vijf de klinkers met wijsvinger op elk vinger van de andere hand aangewezen, de duim staat dan voor A en de pink voor U. Deze vingerspelling wordt naast Groot-Brittannië ook in haar (voormalige) koloniën gebruikt zoals Australië. Vermoedelijk is deze vingerspelling afkomstig van doofblindenonderwijs.
Er zijn kleine, doch soms opvallende, verschillen tussen het Nederlandse en Amerikaanse vingerspelling, zo is de vingerspelling voor de letter T in VS een obsceen gebaar in Nederland. 

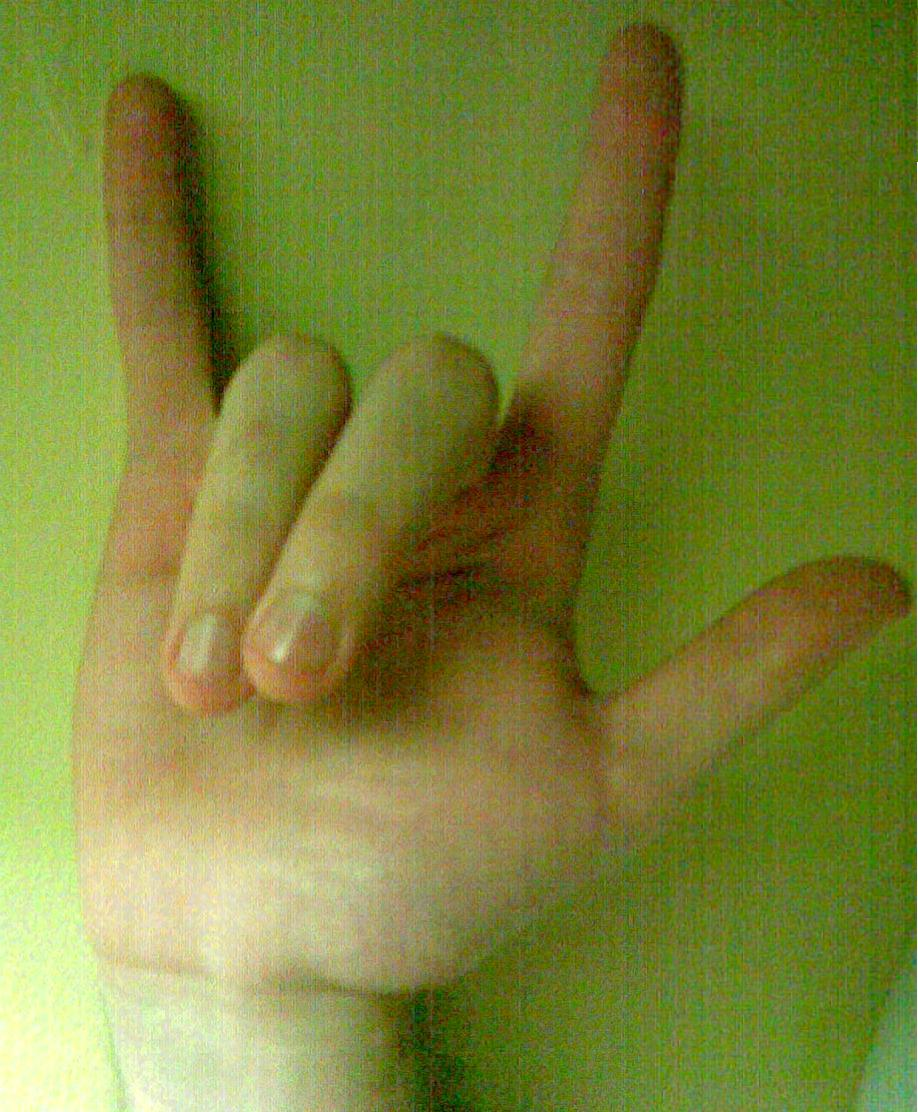
I Love You, samengesteld uit vingerspelling voor I, L en Y

Er is ook een vingerspelling voor telwoorden en sommige uitdrukkingen, zoals "I love you". In Nederland zijn er twee varianten waarop de telwoorden gespeld kunnen worden, de westerse en de Groningse. In de westerse variant wordt begonnen met de wijsvinger voor 1, en met de duim voor de 6 (gespeld met 1 hand).